# Conophyma latifrons
Conophyma latifrons är en insektsart som beskrevs av Ganna O. Naumovich 1986. Conophyma latifrons ingår i släktet Conophyma och familjen Dericorythidae. Inga underarter finns listade i Catalogue of Life.